# Клаус-Йоахім фон Гейдебрек
Клаус-Йоахім Ганс фон Гейдебрек (нім. Claus-Joachim Hans von Heydebreck; 28 жовтня 1906, Потсдам — 28 серпня 1985, Кіль) — німецький юрист і політик.

## Біографія
Представник давнього знатного померанського роду. Син оберста Прусської армії Ганса фон Гейдебрека (1866–1935) та його дружини Емілії, уродженої Ліхтенберг (1869–1956).
Після закінчення середньої школи Гейдебрек вивчав право та політологію в Геттінгені (де він став членому студентського корпусу «Саксонія») та Берліні, завершивши навчання у 1930 році першим державним іспитом з права. У 1933 році він завершив юридичне стажування, склавши другий державний іспит (оцінка: «цілком задовільно»). Якийсь час йому довелося перервати стажування з фінансових причин, і він працював клерком у юридичному відділі компанії Siemens.
Хоча Гейдебрек не вступав до НСДАП, з жовтня 1933 року він був членом СА, куди, за його словами, він перейшов як член організації «Сталевий шолом». Під впливом вбивства Ернста Рема він залишив СА влітку 1934 року. Однак він залишався членом Націонал-соціалістичного союзу юристів, а з 1942 року — також Націонал-соціалістичної народної благодійності.
З 1934 року працював юристом у Берліні. З 1941 по 1944 рік він обіймав посаду радника військової адміністрації в Імперському міністерстві окупованих східних територій. У своєму дослідженні поведінки та поглядів післявоєнних депутатів ландтагу та членів уряду Шлезвіг-Гольштейна в епоху нацизму історики Уве Данкер і Леманн-Гіммель характеризують його як «адаптовану та суперечливу» людину.
З 1946 року він працював адвокатом та нотаріусом у Глюкштадті. На цій посаді він представляв інтереси кількох нацистських злочинців, включаючи штурмбанфюрера СС Вальтера Редера.
З 1963 по 1967 рік Гейдебрек був заступником голови ХДС у Шлезвіг-Гольштейні та членом федерального виконавчого комітету Протестантської робочої групи ХДС. З 1948 до 1955 року він був членом міської ради Глюкштадта, де також очолював парламентську фракцію ХДС. З 1954 до 1964 року він також був членом окружної ради Штайнбурга, де до 1962 року очолював фракцію ХДС.
З 1958 до 1971 року Гейдебрек був депутатом ландтагу землі Шлезвіг-Гольштейн. З 1958 по 1959 рік він очолював Комітет з петицій, з червня по вересень 1959 року – Комітет із розслідування діяльності голови ландтагу доктора Беттхера, а з 1962 по 1964 рік — Комітет із захисту прав народних представників. З 29 вересня 1959 року по 6 квітня 1964 року він обіймав посаду голови ландтагу. Гейдебрек завжди обирався до ландтагу як представник, обраний прямим голосуванням від виборчого округу Штайнбург-Південь.
7 квітня 1964 року його було призначено міністром культури в уряді землі Шлезвіг-Гольштейн, очолюваному прем'єр-міністром Гельмутом Лемке. 28 березня 1969 він став міністром юстиції, але пішов у відставку 2 листопада 1969 після перестановок в кабінеті міністрів.

## Сім'я
6 вересня 1935 року одружився у Потсдамі з Гертою фон Ширштедт (13 жовтня 1912, Шенеберг — 2 травня 1984, Говахт). Вони мали четверо дітей.